# 威勒妮
威勒妮（英語：Willernie）是一个美國城市，位於明尼苏达州华盛顿县。根據2010年的人口普查，當地人口為507人。

## 地理
根据美国人口普查局，该城市的总面积為0.13平方英里（0.34平方）；其中包括0.12平方英里（0.31平方）陸地和0.01平方英里（0.03平方）水域。